# 中部日本放送放送劇団

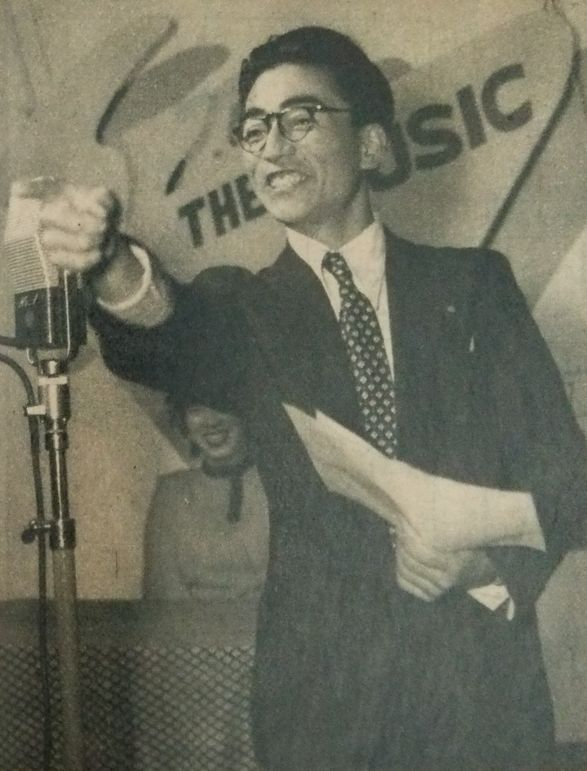
劇団CBC第1期生栗谷俊男は同局のアナウンサーとして活躍した（1952年）。

中部日本放送放送劇団（ちゅうぶにっぽんほうそうほうそうげきだん）は、かつて存在した日本の劇団である。通称劇団CBC（げきだんシービーシー）。中部日本放送が開局にあたり結成、1951年（昭和26年）9月1日、日本初の民間放送としてラジオ放送の際も含め、同局の黎明期に大きな役割を果たした。団員の身分は社員かあるいは社員に準じたものであった。アナウンサーのほか、多く俳優、声優を輩出した。

## 略歴
- 1950年12月15日 - 中部日本放送[3]設立[2]、同劇団結成[1]
  - 同年後半 - 1951年 - 第1期生を採用
- 1951年9月1日 - 同局がラジオ放送[4]を開始（日本の民放第1号）[2]
- 1952年4月 - 第2期生を採用
- 1953年4月 - 第3期生を採用、同年7月入団
- 1956年12月1日 - 同局がテレビ放送[5]を開始[2]
- 1958年5月 - 第4期生を採用
- 1960年4月 - 第5期生を採用
- 1997年 - 最後の団員の定年退職により消滅[1]

## 概要
1950年（昭和25年）12月15日、中部日本放送が設立され、NHK以外の民間放送局によるラジオ放送の準備に入るにあたり、同劇団を結成、その団員の募集を行った。第1期生として採用されたのは、NHK東京放送劇団出身の大村一平（1929年 - 1992年）、NHK長野放送劇団出身の柳有（1923年 - 2004年）、今泉洋（1928年 - 2002年）、のちに同局のアナウンサーに転向した栗谷俊男、女優として活動した井川則子、中村嘉奈子らがいた。第1期生の採用は一律ではなく、翌1951年（昭和26年）に採用された者もいたが、浦野光（1931年 - 2018）のように第1期採用に不合格し、本放送開始後の1952年（昭和27年）4月に第2期生として採用された者もあった。
1951年9月1日、同局がラジオ放送を開始、当日、同劇団は放送劇『忘れ物』や『愛の贈り物』のほか、日本初の民間放送開始当日のプログラムのさまざまな番組に関わった。第2期の採用は前述の通り1952年春に行われ、浦野のほか、万代泰輔が採用されたことがわかっている。採用試験や研修生時期の研修内容の詳細は、第3期について明らかにされている。1953年（昭和28年）4月に採用された第3期生は、同年7月入団、4年在籍してのちに劇団青俳に移籍した宮田桂、中山民生（あるいは中村民生）の名で在籍していた高田龍二、俳優・演出家として活動する舟木淳（現在は日本俳優連合顧問）、芹江敬の名で在籍しのちに詩人として活動する長谷川敬（1931年 - ）、女優として活動した松川佳澄、森孝子、井藤敬子（のちのアナウンサー松ヶ崎敬子）、松原実智子らがいた。
1956年（昭和31年）12月1日、同局がテレビ放送を開始、第4期生は1958年（昭和33年）5月に採用され、のちに著名な声優になった中江真司（1935年 - 2007年）、此島愛子（1939年 - ）はこのとき入団している。第5期生は1960年（昭和35年）4月に採用され、のちに著名な声優になった瀧雅也（1936年 - ）、増岡弘（1936年 - 2020年）はこのとき入団している。
1997年（平成9年）、同局に在籍する最後の団員であった第4期生の鎌田吉三郎（1937年 - ）が定年退職することによって自然消滅した。

## 指導者
- 松井辰三郎
- 内田英一
- 山本安英
- 杉山誠

## 出身者
飯塚恵理人の作成した資料による一覧である。
1. 第1期
  - 大村一平[16] （本名・大村龍彦[1]）
  - 柳有[7][17]
  - 今泉洋[8][18] （本名・池田典雄[1][8]）
  - 栗谷俊男
  - 石黒節子
  - 井川則子[9]
  - 田中幸子
  - 藤岡広子（藤岡ひろ子[19]）
  - 中村嘉奈子[10]
  - 山尾澄子 （在籍1年未満）
  - 津島和子 （在籍1年未満）
2. 第2期
  - 浦野光[11][20]
  - 万代泰輔 （在籍1年未満）
3. 第3期
  - 宮田桂[21]
  - 中山民生 （中村民生[12]、本名・高田龍二[22]）
  - 舟木淳[23] （本名・舟橋淳一）
  - 芹江敬 （本名・長谷川敬）
  - 大賀祥子
  - 松川佳澄[24]
  - 森孝子[25]
  - 井藤敬子[26]
  - 高橋かつ子
  - 文悦子 （本名・横井悦子）
  - 松原実智子[27]
  - 永井陽子 （在籍1年未満）
    - 新橋博 （1954年以降の個別入社）
    - 朝倉孝 （1954年以降の個別入社）
4. 第4期
  - 長谷川平八郎[28]
  - 大塚龍次（大塚竜司[29]）
  - 中江真司[14][30]（本名・佐藤真司）
  - 柴田伸之[31]
  - 鎌田吉三郎 - 最後の団員
  - 岡本昭一[32]
  - 伊藤満喜子 （伊藤満貴子[33]）
  - 稲生とみ子[34]
  - 伊藤友乃[35]
  - 此島愛子[36]
  - 坂玲子
  - 湯浅純子
  - 長谷川和枝
  - 兼田秀子
  - 加藤圭子
5. 第5期
  - 瀧雅也[37]
  - 増岡弘[15][38]
  - 藤田直哉[39]
  - 久田 （姓のみ判明の男性[1]）
  - 折原正[19]
  - 三田 （姓のみ判明の女性[1]）
  - 北川麻理（翌年退団）[19]

## 公演実績
- たつのおとしご（1954年）[40]
- にしん場（1954年）[40]
- 昔噺うぐいすの一門錢（1954年）[40]
- 霧の音（1955年）[40]
- 虫の生活（1955年） [40]
- 二人だけの舞踏会（1956年）[41]
- 愛の調べ（1958年） [41]